# August Desch
August George „Gus“ Desch (* 12. Dezember 1898 in Newark, New Jersey; † 14. November 1964 in Evanston, Illinois) war ein US-amerikanischer Hürdenläufer, dessen Spezialdisziplin die 400-Meter-Distanz war.
Im Jahr 1920 qualifizierte er sich als Dritter der Landesmeisterschaften, die zugleich als Ausscheidungswettkämpfe fungierten, für die Olympischen Spiele in Antwerpen. Dort war er im Vor- und im Halbfinallauf über 400 m Hürden mit 57,6 bzw. 55,4 s siegreich. Im Finale wurde er mit einer erneuten Steigerung auf 54,7 s Dritter und gewann Bronze hinter seinen Landsleuten Frank Loomis (Gold in der Weltrekordzeit von 54,0 s) und John Norton (Silber in 54,6 s). Gestoppt wurde jedoch nur der Sieger; alle übrigen Zeiten wurden lediglich geschätzt. Desch hatte etwa fünf Meter Rückstand auf Loomis.
Im Jahr 1921 gewann er zwei Meisterschaften:
- Landesmeisterschaft über 440 yds in 53,4 Sekunden – diese Zeit wäre amerikanischer Rekord und Weltrekord über die 2 m kürzere 400-m-Hürden-Distanz gewesen, wurde jedoch nicht anerkannt, da Desch eine Hürde umgestoßen hatte. Dies war nach den damaligen Regeln nicht erlaubt.
- Hochschulmeisterschaft (NCAA) über 220 yds Hürden in 24,8 Sekunden.

August Desch war 1,70 m groß, wog 61 kg und startete für die University of Notre Dame. Nach Beendigung seiner leichtathletischen Karriere arbeitete er als Football-Trainer.